# El Federalista n.º 51

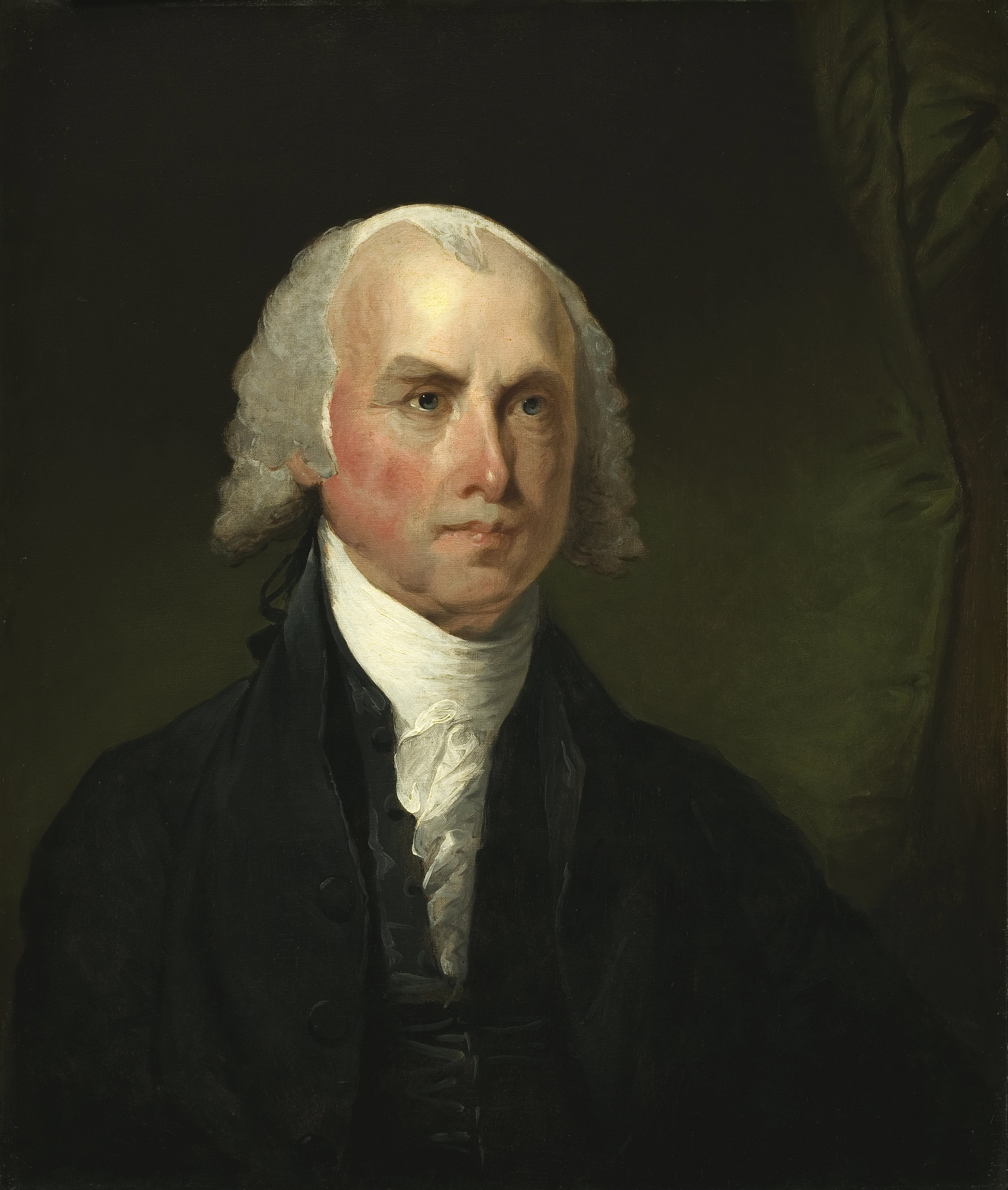
James Madison autor de El Federalista n.º 51

El Federalista n.º 51, titulado: La estructura del gobierno debe proporcionar los adecuados controles y equilibrios entre los diferentes departamentos, es un ensayo de James Madison, el quincuagésimo primero de The Federalist Papers. Fue publicado el 8 de febrero de 1788, bajo el seudónimo de Publius, el nombre bajo el cual se publicaron todos los documentos de The Federalist. Uno de los documentos más famosos de The Federalist, el número 51 aborda los medios por los cuales se pueden crear controles y equilibrios apropiados en el gobierno y también aboga por una separación de poderes dentro del gobierno nacional. Una de sus ideas más importantes es la frase frecuentemente citada, "La ambición debe hacerse para contrarrestar la ambición" y su argumento "si los hombres fueran ángeles" es famoso.
Los Papeles Federalistas, como texto de base de la interpretación constitucional y como uno de los textos más célebres de la ciencia política mundial, son frecuentemente citados por juristas estadounidenses. De todos los ensayos, el número 51 es el cuarto más citado.

## Propósito
El propósito del número 51 es, según Madison, informar al lector sobre las salvaguardas creadas por la convención para mantener las ramas separadas del gobierno y proteger los derechos de las personas y del país.

## Dependencia e intrusión
El punto clave de Madison es que los miembros de cada departamento deben tener la menor dependencia posible de los miembros de los otros departamentos, y para mantenerse independientes, su propio departamento no debe invadir a los demás. Para asegurar estos fines, Madison sugiere que "la gran seguridad contra la concentración gradual de los diversos poderes en el mismo departamento" es permitir que cada departamento (o el líder del departamento) se defienda de los intentos de invadir sobre el gobierno de los demás departamentos.

## Legislatura
En una forma republicana de gobierno, afirma Madison, la rama legislativa es la más fuerte, y por lo tanto debe dividirse en diferentes ramas, estar tan poco conectada entre sí como sea posible, y presentarlas por diferentes modos de elección. Él considera que la rama legislativa es la más fuerte ya que es esencialmente la verdadera voz de la gente. (Antes de la Decimoséptima Enmienda, solo la Cámara de Representantes era elegida directamente por el pueblo. El Senado fue elegido por las legislaturas estatales). Hace hincapié en la necesidad de controles y equilibrios.

## Usurpaciones y seguridad
El gobierno está protegido contra usurpaciones porque está dividido en departamentos distintos y separados.
En 1797, el poder sobre las personas se dividió tanto a través del federalismo (entre el gobierno federal y los gobiernos estatales) como a través de las ramas (legislativa, ejecutiva y judicial) dentro del gobierno nacional (o federal). Debido a la división del poder, una "doble seguridad surge a los derechos del pueblo. Los gobiernos se controlarán entre sí, al mismo tiempo que cada uno será controlado por sí mismo".

## Facciones
Madison discute extensamente al final el tema de las facciones políticas. Él reconoce que las facciones siempre estarán presentes y que la única forma de contrarrestar los efectos de las facciones es tener numerosas facciones. En otras palabras, incluso si los individuos se mezclan con otros miembros de los mismos grupos sociales, ideales y metas, ningún grupo en particular debería ser capaz de volverse tan fuerte como para frustrar el interés de todos los otros grupos. Ninguna facción puede llegar a ser lo suficientemente grande como para derrocar a todas las demás facciones en una república bien administrada.
Las facciones se discutieron más a fondo en El Federalista n.º 10.